# Еллісон Бредшоу
Еллісон Бредшоу (англ. Allison Bradshaw; нар. 14 листопада 1980) — колишня американська тенісистка.
Найвищу одиночну позицію світового рейтингу — 102 місце досягла 25 червня 2001, парну — 165 місце — 9 липня 2001 року.
Здобула 1 одиночний та 2 парні титули туру ITF.
Найвищим досягненням на турнірах Великого шолома було 3 коло в одиночному розряді.

## Титули WTA

### Одиночний розряд
| Легенда                 |
| Великий шлем (0)        |
| Чемпіонати Туру WTA (0) |
| Турнір Tier I (0)       |
| Турнір Tier II (0)      |
| Турнір Tier III (0)     |
| Турнір Tier IV (3)      |
| Тур ITF (1)             |

| Ранг | Дата           | Турнір                                     | Покриття | Суперниця у фіналі | Рахунок у фіналі |
| 1.   | 11 червня 2000 | Гілтон-Гед-Айленд (Південна Кароліна), США | Ґрунт    | Джакелін Трейл     | 6–3, 7–5         |